# Voyelle ouverte postérieure arrondie
La voyelle ouverte (ou basse) postérieure arrondie est une voyelle utilisée dans certaines langues. Son symbole dans l'alphabet phonétique international est un a cursif culbuté [ɒ], et son symbole équivalent X-SAMPA est Q.

## Caractéristiques
- Son degré d'aperture est ouvert, ce qui signifie que la langue est positionnée aussi loin que possible du palais.
- Son point d'articulation est postérieur, ce qui signifie que la langue est placée aussi loin que possible à l'arrière de la bouche.
- Son caractère de rondeur est arrondi, ce qui signifie que les lèvres sont arrondies.

## Langues
La voyelle [ɒ] parfaitement arrondie est rare. On peut cependant la trouver dans certaines variétés de l'anglais.
- Français : Ce son n'existe pas en français parisien, mais le français québécois et le nord de la France, notamment la Picardie, le possèdent, tel que dans pas [pɒ] et amas [amɒ].
- Anglais : caught [kʰɒt] « attrapé »
- Hongrois : bal [bɒ̜̽l] « gauche »

En hongrois la voyelle est un peu sous-arrondie et le point d'articulation est déplacé vers le centre de la bouche.
- Persan : ﻧﺎﻥ [nɒ̜n] « pain »

En persan, la voyelle est un peu sous-arrondie.
- Occitan : poma [ˈpumɒ] « pomme », dans les parlers opérant une distinction phonétique entre [ɒ] et [ɔ].
- Wallon : ce son existe uniquement dans certaines régions de l'Est-wallon, notamment à Liège, bien qu'il tende à disparaître. Il est transcrit par la lettre å et est toujours long : årder [ɒːʀ.de] « brûler », hågne ou schågne (rifondou) [hɒːŋ] « coquille » ou wå [wɒː] « chaume ».